# Pilea myriophylla
Pilea myriophylla är en nässelväxtart som beskrevs av Ellsworth Paine Killip. Pilea myriophylla ingår i släktet pileor, och familjen nässelväxter. Inga underarter finns listade i Catalogue of Life.